# Sandra Klösel
Sandra Klösel (ur. 22 czerwca 1979 w Oberkirch) – niemiecka tenisistka, reprezentantka kraju w Fed Cup.

## Kariera tenisowa
Zawodową tenisistką Klösel była w latach 1995–2009. Pierwszy raz w turnieju głównym WTA Tour zagrała w Hamburgu, występując dzięki dzikiej karcie.
Wygrała osiem imprez o randze ITF i osiągnęła trzecią rundę US Open 1999 (wyeliminowana została przez późniejszą finalistkę Martinę Hingis). Najwyżej w rankingu była sklasyfikowana w październiku 2005 na 85. pozycji.
W 2005 debiutowała w reprezentacji Niemiec w Fed Cup.

### Wygrane turnieje rangi ITF
|    | Data       | Turniej   | Kat. | ($)    | Naw.   | Finalistka           | Wynik            |
| 1. | 07/07/1996 | Vaihingen | ITF  | 25 000 | ziemna | Sofia Prazeres       | 2:6, 7:6, 6:3    |
| 2. | 10/08/1997 | Kartagina | ITF  | 25 000 | ziemna | Maja Zivec-Skulj     | 3:6, 7:5, 6:0    |
| 3. | 15/07/2001 | Getxo     | ITF  | 10 000 | ziemna | Maria Fernanda Alves | 6:3, 6:2         |
| 4. | 03/02/2002 | Belfort   | ITF  | 10 000 | twarda | Olivia Sanchez       | 6:4, 6:4         |
| 5. | 24/03/2002 | Cholet    | ITF  | 10 000 | ziemna | Patty Van Acker      | 6:7(3), 6:4, 6:4 |
| 6. | 28/04/2002 | Tarent    | ITF  | 25 000 | ziemna | Virág Németh         | 6:4, 1:6, 6:4    |
| 7. | 14/07/2002 | Darmstadt | ITF  | 25 000 | ziemna | Zuzana Kučová        | 6:4, 7:6(2)      |
| 8. | 11/08/2002 | Hechingen | ITF  | 25 000 | ziemna | Natalia Gussoni      | 6:3, 6:0         |